# Gentiana austromontana
Espèce

Gentiana austromontana est une espèce herbacée de la famille des Gentianaceae qui pousse dans le sud des Appalaches.